# Wallace (компания)
Fujian Wallace Food Company Limited (кит. трад. 福建省華萊士食品有限公司, упр. 福建省华莱士食品有限公司, «Фуцзянь Уоллес Фуд Компани») — китайская публичная компания, развивающая сеть заведений быстрого питания под брендом Wallace (кит. трад. 華萊士, упр. 华莱士, пиньинь Huáláishì, палл. Хуалайши), которые специализируются на бургерах и курятине.
Ранее компания была известна как Hua Lai Shi Catering Management & Service и работала под брендом cnHLS (сокращённо от Hua Lai Shi).

## История
В январе 2001 года уроженцы округа Вэньчжоу братья Хуа Хуайюй и Хуа Хуайцин открыли в Фучжоу возле педагогического университета первый ресторан быстрого питания Wallace. Сначала он имитировал меню и цены западных гигантов KFC и McDonald's, но потребители предпочитали оригинальные заведения. Затем братья запустили акцию «Специальная цена 1-2-3» (1 юань за кока-колу, 2 юаня за куриные ножки и 3 юаня за гамбургер), которая удвоила их продажи.
С 2005 года Wallace стал быстро расширять свою сеть «доступного фаст-фуда в западном стиле», арендуя небольшие помещения в торговых центрах и жилых комплексах, вокруг университетов и колледжей, а также установив самую низкую плату за франшизу. В 2010 году продажи cnHLS достигли 407 млн долларов, что на 416 % больше, чем в 2007 году. В 2012 году у компании было около 3 тыс. сетевых ресторанов, а в 2013 году их число выросло примерно до 4 тысяч.
В январе 2014 года количество сетевых заведений Wallace по всей стране превысило 4800, впервые превзойдя KFC, у которой на тот момент было 4600 ресторанов; продажи компании достигли 600 млн долларов, но из-за ценовой политики чистая прибыль оставалась низкой. В апреле 2016 года компания Hua Lai Shi была зарегистрирована на пекинской бирже NEEQ (National Equities Exchange and Quotations). К концу 2018 года количество заведений Wallace достигло 10 000. 
По состоянию на 2021 год Hua Lai Shi входила в десятку крупнейших сетей общественного питания в Китае. По состоянию на начало 2023 года количество заведений Wallace превысило 20 тысяч (по величине сети компания заняла первое место в Китае, значительно обогнав своих ближайших конкурентов KFC и McDonald’s).

## Деятельность
Основными конкурентами сети Wallace являются китайские отделения американских гигантов KFC и McDonald’s, а также китайские сети быстрого питания Tastien, Pala Hamburger и Dicos. Из-за быстрого расширения и слабого контроля сеть Wallace часто имела проблемы с качеством продуктов и обслуживания, а также с санитарным состоянием залов, складов и кухонь. Нередко руководителей франчайзинговых ресторанов штрафовали, а у заведений сети Wallace забирали лицензии.

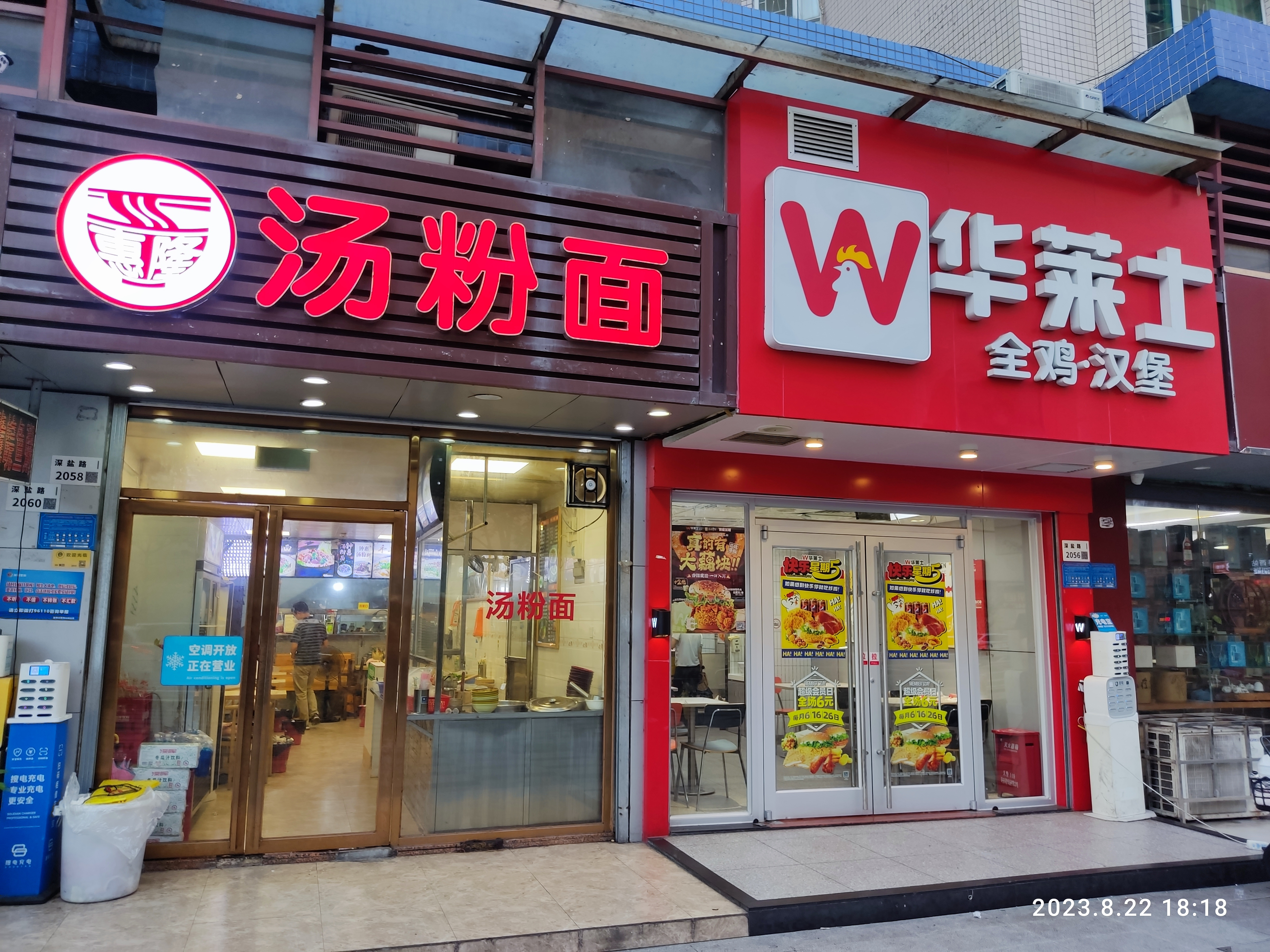
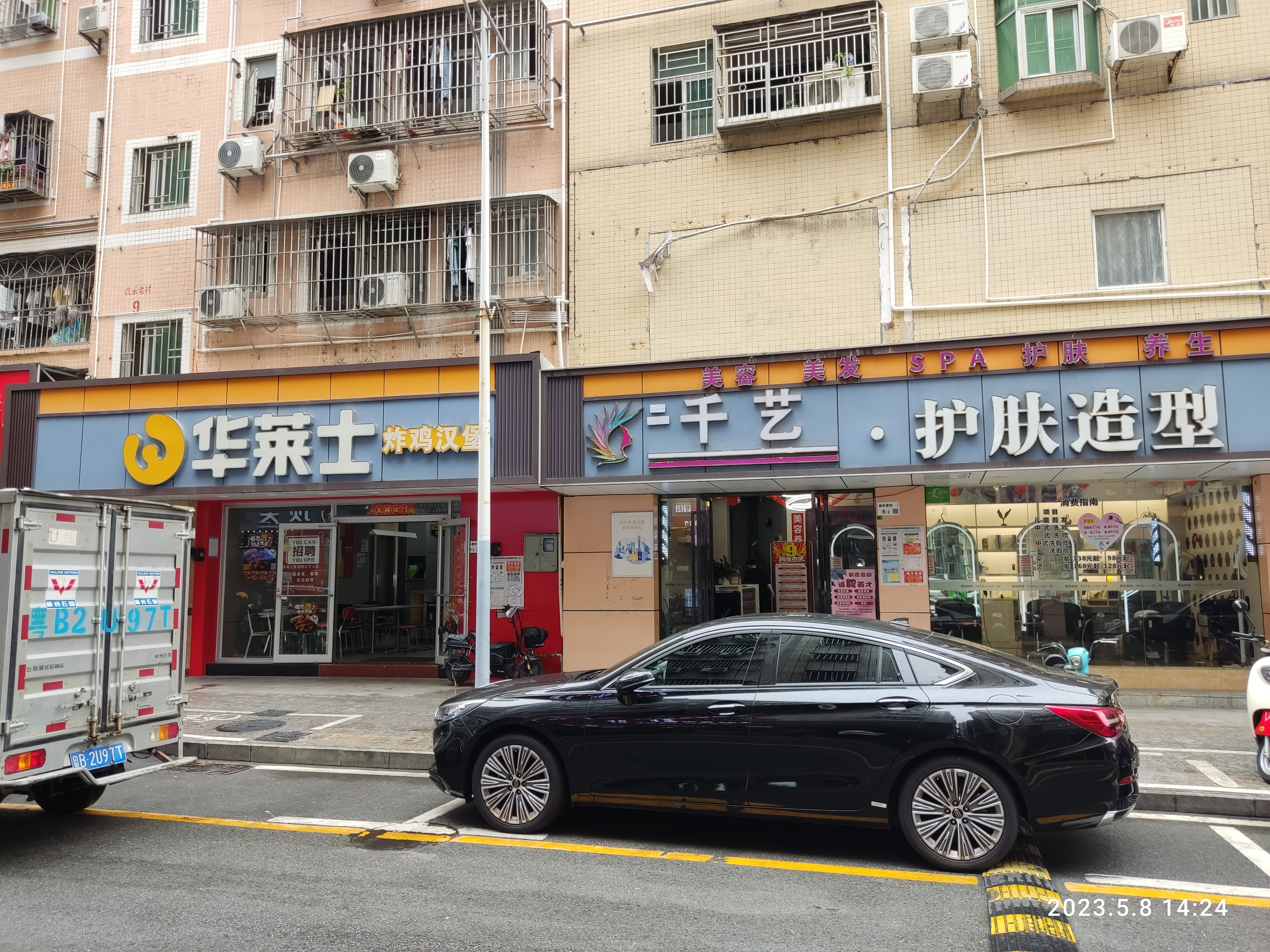
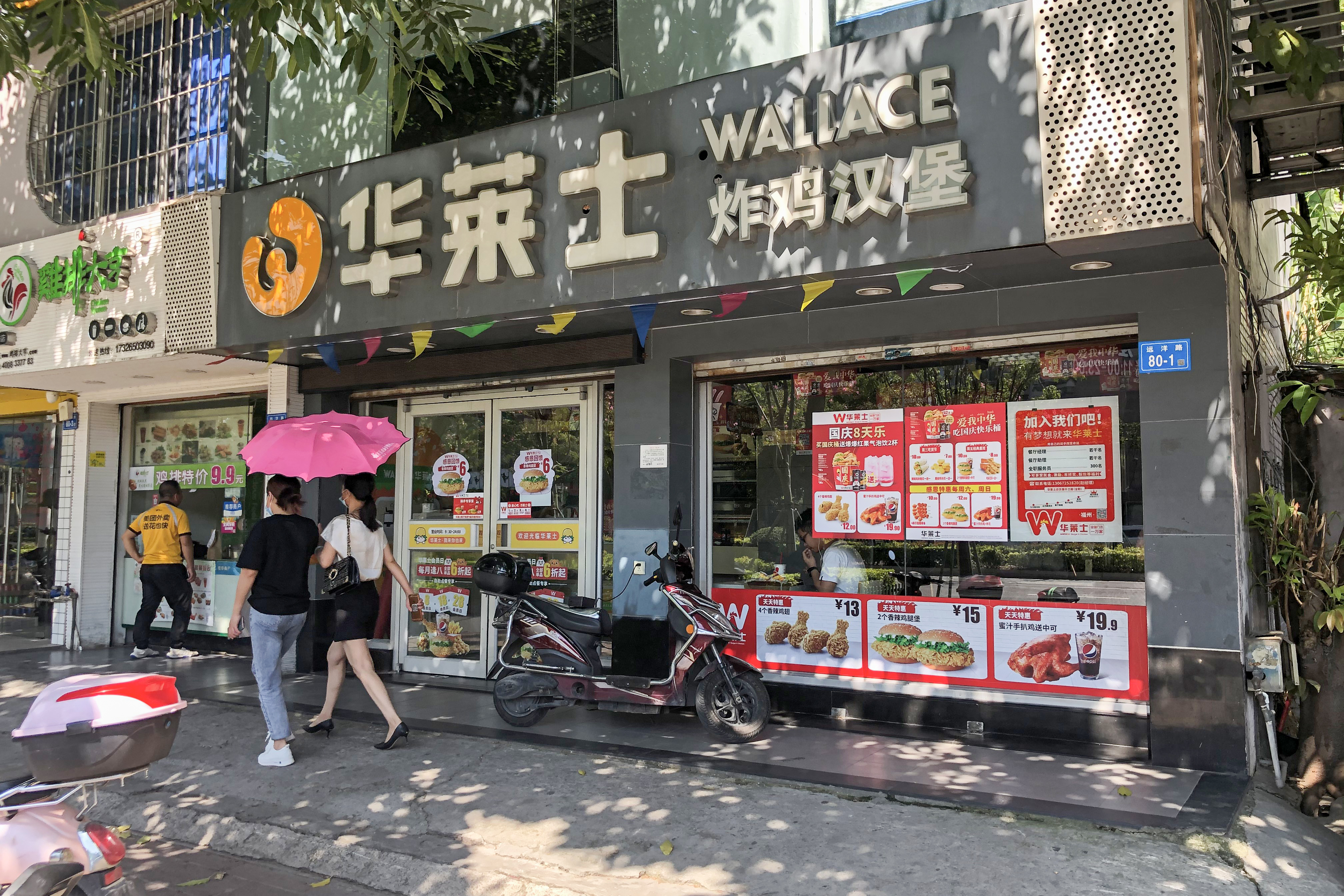
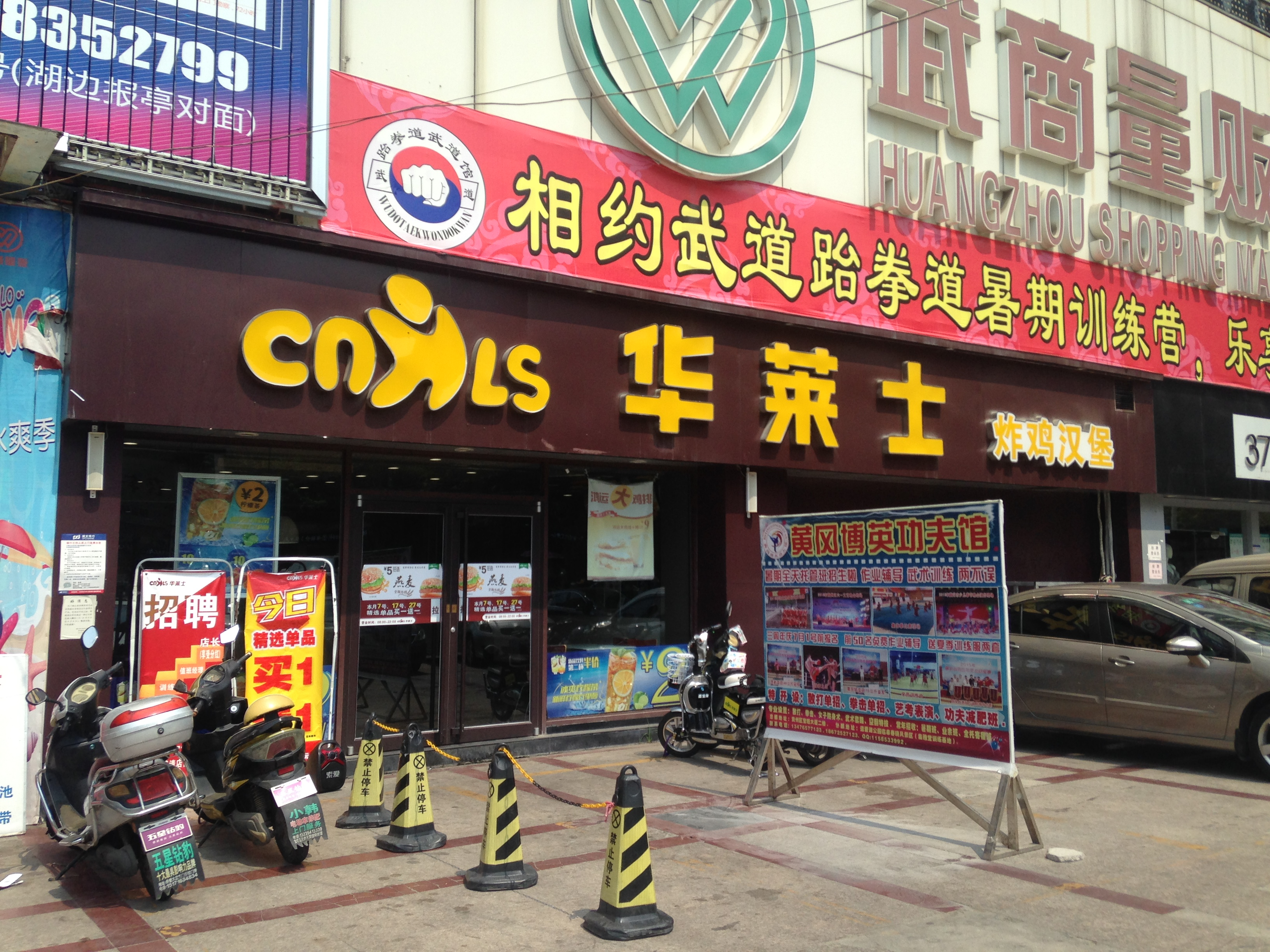
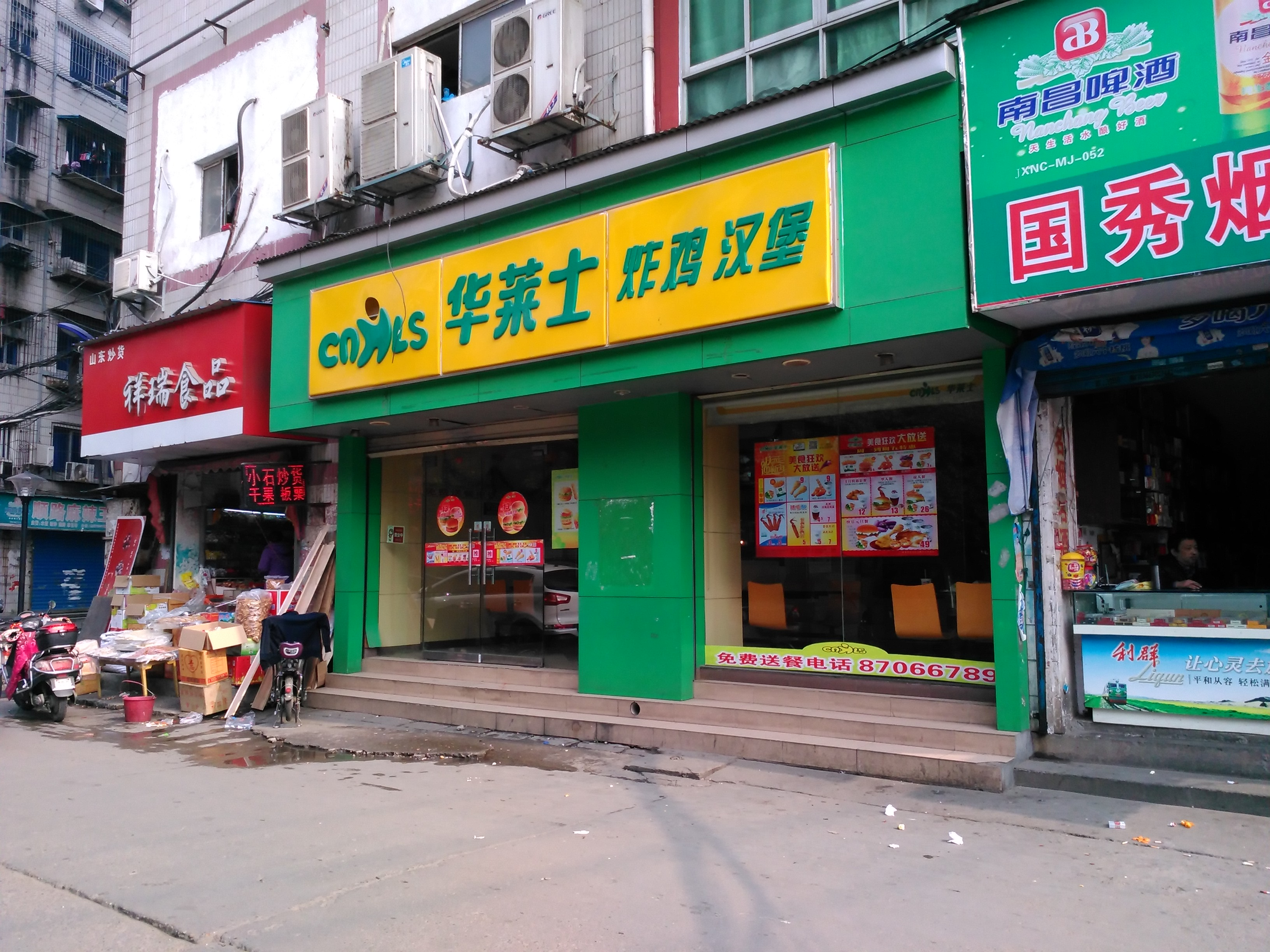